# Історія проституції
Історія проституції охоплює всі давні і сучасні культури, про що свідчать писемні джерела. Хоча проституцію часто називають найдавнішою професією, на думку вчених, це всього лише фігура мови. Проституцією вважається практика сексуальної активності в обмін на плату грошима або іншими цінностями. Проституйованими можуть бути жінки, чоловіки та трансгендери. Проституція може мати гетеросексуальний та гомосексуальний характер, проте в більшості випадків повіями є жінки, а клієнтами чоловіки.

## Стародавній світ

### Шумер і Вавилон
Існування проституції в стародавніх цивілізаціях Месопотамії вперше документально підтверджується в Кодексі Хаммурапі, який датується XVIII ст. до н. е., де на основі законів захищаються майнові права жінок, включаючи повій. Хоча ряд вчених раніше вважали, що гостинна і ритуальна проституція були більш ранніми формами проституції, в Шумері (та інших стародавніх культурах) існували правові та чіткі відмінності між звичайною повією і "надіту "(ієродулою — храмовою повією), репутація якої охоронялася тим же законом, який захищав добре ім'я одружених жінок, при цьому Кодекс Хаммурапі захищав майнові права «надіту», яка в Кодексі називається «сестрою бога» або «присвяченою жінкою». Кодекс Хаммурапі показує, що існували різні категорії «надіту», для яких використовувалися різні назви.

### В Біблії
Див. також Блудниці в Біблії
Хоча проституція була заборонена згідно юдейських законів, вона була поширеним явищем в стародавньому Ізраїлі. Згадки про повій («блудниць») зустрічаються в Старому Завіті — блудниця Раав з Єрихону II тис. до н. е. (Нав 6:16).

### Античність

#### Стародавня Греція
Першим, хто ввів податок на заняття проституцією, був афінський законодавець Солон (між 640—635 — близько 559 р. до н. е.). При ньому ж виникли борделі («діктеріони»), з контингентом головним чином з рабинь, що стояли голими біля входу. Античні борделі розташовувалися на околиці міста, в пустельних і віддалених місцях, на ринку, гавані. Основними клієнтами були купці, моряки і неодружена молодь. Проституцією займалися і жінки (особливо рабині) «суміжних» професій, наприклад, танцівниці; були також чоловіки-повії і чоловічі борделі. Вищий прошарок повій — гетери («подруги»). Деякі з них прославилися розумом, красою і стосунками зі знаменитими діячами. У їх числі була і знаменита Аспасія, власниця борделю в Мілеті, що перетворила будинок свого чоловіка Перікла в інтелектуальний центр тодішніх Афін. Нижчий прошарок повій — «поллаки», головним чином рабині; їм заборонялося з'являтися в інших місцях Афін, крім відведених для борделів.

#### Стародавній Рим
Див. також Проституція в Стародавньому Римі
Петроній описує характерні зовнішні ознаки римського борделю (лупанарію): «я побачив якісь написи і голих шльондр (prostitutae), лякливо розгулюють під ними». Усередині римський «лупанарій» був розділений на тісні комірчини, де оголені повії приймали клієнтів. Такі лупанарії, з непристойними написами на стінах (в дусі сучасних написів в громадських туалетах) були знайдені в Помпеях. Римлянка, щоб займатися проституцією, повинна була з'явитися до магістрата і заявити про це, після чого її вносили в списки повій і видавали їй licentia stupri («дозвіл блуду, від stuprum»), причому її позбавляли правової та майнової дієздатності: жінка не могла без дозволу опікуна розпоряджатися своїм майном, заповідати, дарувати тощо, свідчити в суді — словом, перебувала в становищі розумово неповноцінної. Повії мусили носити жовтий одяг і червоне взуття і не мали права носити прикраси (вони носили їх в скриньках, якщо хотіли надягати в будинку). За часів імперії проституція дійшла до того, що за «licentia stupri» стали звертатися дочки сенаторів і вершників, і імператор Тиберій видав особливий едикт, яким забороняв дочкам вершників займатися проституцією. Згідно з чутками, які ходили в Римі в 40-ві рр. н. е., імператорка Валерія Мессаліна, в гонитві за гострими відчуттями ночами «працювала» в лупанарії під ім'ям Ліцискі.

## Середньовіччя
Зі встановленням християнства проституція не зникла. Блаженний Августин говорив: «усунь блудниць, і місто прийде в сум'яття». Культивувався образ повій, що розкаялись, таких як Марія Магдалина і Марія Єгипетська. Борделі розташовувалися на спеціально відведених для них вулицях і мали відмінні емблеми і прикмети: строкаті ґрати на вікнах, зображення квітів і тварин на стінах або на дверях, червоний ліхтар над дверима. Повія також носила відмітні знаки. Повією не могла стати вагітна, хвора, одружена або занадто юна особа. Духовним особам і одруженим чоловікам заборонялося відвідувати борделі.
Сифіліс, який з'явився в Європі наприкінці XV століття, став ударом для інституту проституції. Борделі перетворилися на осередки епідемії.
В Іспанії у XV ст. перелюб суворо переслідувався, винних чоловіків карали батогами, жінок - в'язницею, а звідників - вішали. Імперський поліцейський статут 1530 Карла V переслідував будь-яке позашлюбне співжиття. З 1550 року будинки терпимості, які знаходилися у віданні влади, стали піддаватися медичним оглядам. У 1625 році єзуїти і теологи домоглися закриття борделів по всій країні, але вже до 1696 року мадридська судова влада була серйозно стурбована пошуком заходів проти таємної проституції.
Французький король Генріх III Валуа видавав жорстокі закони для знищення проституції, а його маршал Філіп Строцці щоб позбавити свій табір від розпусти втопив у Луарі за один день 800 повій. У 1684 році переслідування повій було повністю передано у відання поліції, її рішення не полежали жодному оскарженню. Публічних жінок поміщали у спеціальну в'язницю – Сальпетрієр. 
Закон  Франції 1687 року наказував виявленим у Версалі або біля його околиць повіям відрізати вуха. У Парижі звідників таврували, сікли та виганяли з міста.
у Гамбурзі 1484 році повій видалили з усіх вулиць, що прилягали до церков, і поселили в глухих частинах міста. З XVII ст. поліція суворо стежила за таємними кублами та заарештовувала всіх, кого там знаходила, власників виставляли біля ганебних стовпів і назавжди виганяли з міста. З XVIII ст. до цього додали покарання повій різками та ув'язнення. Дуже суворо переслідував розпусту Мартін Лютер. В Ульмі останній будинок було закрито в 1531 році, в Базелі - в 1534 році, в Нюрнберзі - в 1562 році. У Франкфурті-на-Майні, починаючи з 1566 року публічних жінок кидали у воду. Ще наприкінці XVI ст. у Німеччині подружня невірність каралася смертною карою. У 1690 році імператор Фрідріх III розпорядився запроторювати повій у смиренні будинки і прядильню в Шпандау, а будинки закрити. Але продовжувала розвиватися таємна проституція, що культивується масою бідних дочок солдатів.

## Новий час
У зв'язку з цим з XVIII століття повій реєстрували, заносили до списків і встановлювали за ними поліцейсько-лікарський нагляд. Нерідко уряди намагалися боротися з проституцією як явищем, повністю забороняючи її і піддаючи повій суворим покаранням (як наприклад Марію-Терезію в Австрії), але результату це не давало. У панування Людовіка XVI 1778 року була зроблена спроба налагодити арешт і заслання бродячих повій, але ця справа ні до чого не призвела.
Однак саме в Новий час проституція розквітає, оскільки слабшає аскетична християнська мораль, починається Доба великих географічних відкриттів, тому з'являється необхідність у портових повіях для обслуговування моряків. З появою найманої армії з'явилися повії, що спеціалізуються на обслуговуванні солдат. Як правило, вони маскувалися під маркітанток.
У народів Півночі існували звичаї та ритуали гостинної проституції, однак з розвитком цивілізації цей звичай зблизився з комерційною проституцією. Так, в XIX столітті чоловіки північних народностей Російської імперії, віддаючи в найм квартиру, часто пропонували мешканцеві також дружину або дочку, що підвищувало квартирну плату; на жвавих трактах Сибіру, особливо на шляхах повернення робітників з золотих копалень, господарі пропонували дружин і дочок всякому нічліжнику. Разом з тим, "в шлюбно-сімейних відносинах, то під впливом російських і у зв'язку з прийняттям християнства у алеутів до 1820 — 1840-х років в основному зникли відпрацювання за дружину і калим, багатоженство і так звана гостинна проституція".

## Новітній час
До середини XX століття склалося традиційне уявлення про проституцію як соціальне зло, а повії традиційно розглядаються як сексуальні рабині, жертви сутенерів та наркоманії, маріонетки в руках організованої злочинності. Починаючи з 80-х р.р. XX століття з ростом феміністичного руху і виникненням громадських організацій, що захищають права жінок та дівчат у проституції, розвинулися моделі регуляції проституції, від криміналізації до шведської моделі протидії попиту. В даний час ставлення суспільства до проституції формується з протиборства або об'єднання цих підходів.

## Проституція у тварин
Існує гіпотеза, що «секс в обмін за продовольство» існував у тваринному світі. Самці надають самкам ресурси в надії отримати секс. Самці павука Pisaura mirabilis надають плату (звану подарунком, плата іноді «фальшива») самиці, і цей подарунок істотно підвищує їхні шанси на спаровування.
В 2009 році з'явилися археологічні дані, які побічно підтверджують цю теорію. Американський антрополог Оуен Лавджой робить парадоксальний висновок: лише з повсюдним прийняттям відносин «секс за їжу» почали формуватися стійкі зв'язки між самцями і самками, що в подальшому призвело до переходу до моногамії. Іншими словами, регулярний секс на корисливих умовах замінив безладні зв'язки. У статті також йдеться, що перехід схеми відносин від «самка обирає сильного» (що властиво горилам і шимпанзе) до «самка надає секс в обмін за їжу» імовірно дозволив звести до мінімуму конфлікти самців всередині людської зграї, а також сутички між зграями. Зниження ступеня агресивності самців дозволило перейти до колективного полювання і послужило поштовхом до подальшого розвитку людського виду.
При такій схемі самець допомагає тільки тій самці, з якою має секс. Мова не йде про спільну турботу про потомство, оскільки діти, незалежно від батьківства, отримують прожиток тільки від матері і мало цікавлять своїх батьків.